# 宮下弘
宮下 弘（みやした ひろし、1946年2月5日 - ）は、日本の実業家。全国農業協同組合連合会代表理事理事長を務めた。農業協同組合功労者表彰受賞。

## 人物・経歴
長野県出身。1970年同志社大学工学部機械工学第二学科卒業、全国農業協同組合連合会入会、営農技術センター自燃研究部配属。1995年東京支所自動車燃料部長。1996年東京支所総合室長。1998年東京支所次長。1999年大阪支所長。2002年常務理事。2005年代表理事専務。2007年から代表理事理事長を務め、改革を進めるなどした。2011年農業協同組合功労者表彰＜特別功労表彰＞。 